# Elfenbein-Granatapfel

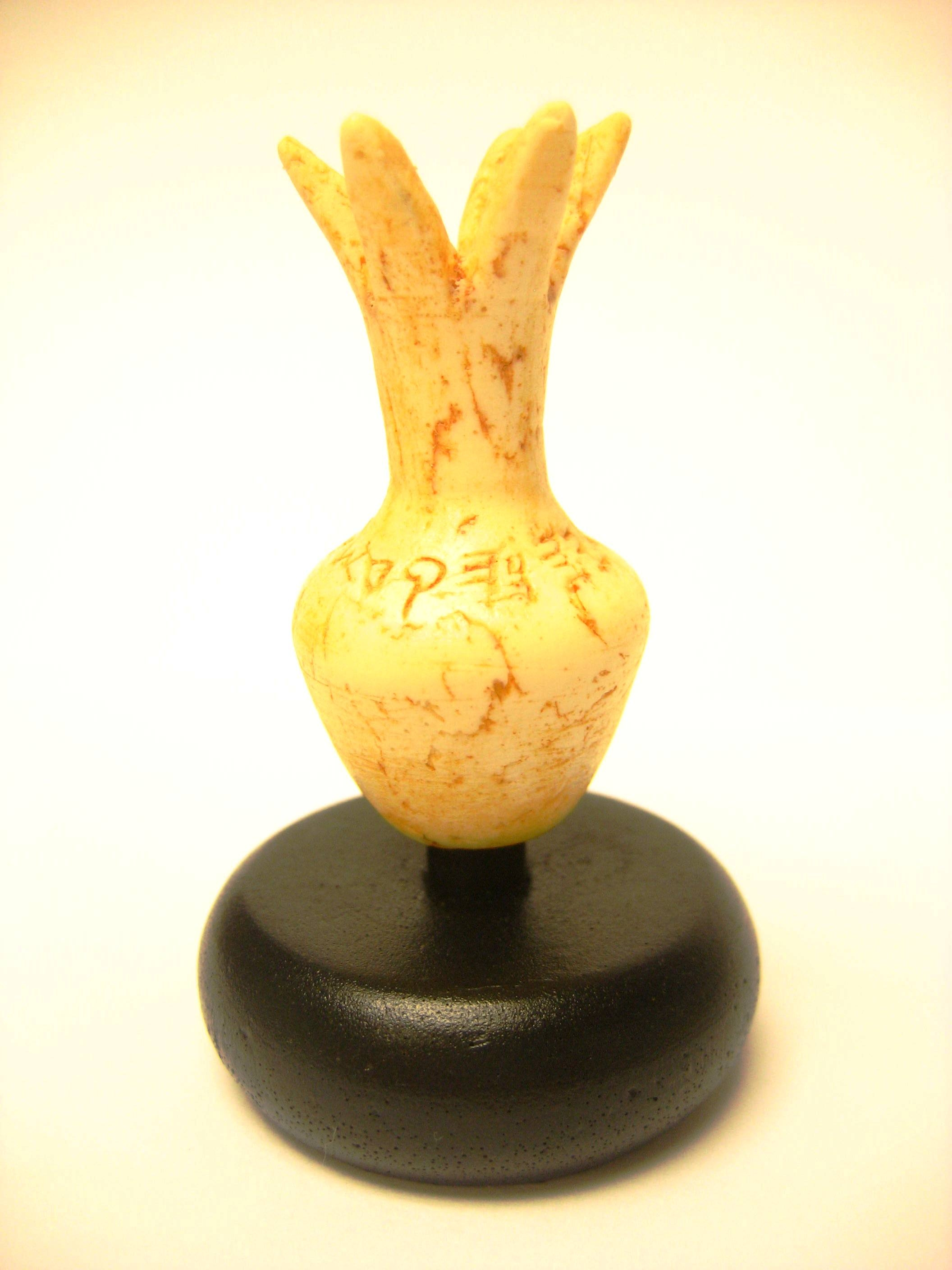
Replik des Granatäpfelchens (ohne Beschädigungen).

Der Elfenbein-Granatapfel ist ein 4,3 cm hohes geschnitztes Objekt in der Form eines unreifen Granatapfels. Es ist in Besitz des Israel-Museums in Jerusalem und galt bis 2004 als einziges Überbleibsel aus dem Salomonischen Tempel. Heute gehen die meisten Experten davon aus, dass ein Fälscher ein authentisches Stück aus der Späten Bronzezeit (ohne Bezug zum Jerusalemer Tempel) mit einer althebräischen Inschrift versehen hatte.

## Beschreibung
Es handelt sich um ein 4,3 cm hohes geschnitztes Granatäpfelchen mit einem Durchmesser von 2,1 cm. Die Form eines unreifen Granatapfels ist naturnah dargestellt. Das Material ist nicht Elfenbein, sondern der Zahn eines Flusspferds. Die Blüte ist beschädigt. Unten befindet sich ein rundes Loch, so dass das Objekt auf einen Stab gesteckt werden konnte.
Untersuchungen des Israel-Museums aus dem Jahre 2004 zum Alter des Objekts ergaben eine Herkunft aus dem 13. oder 14. Jahrhundert v. Chr.

### Inschrift

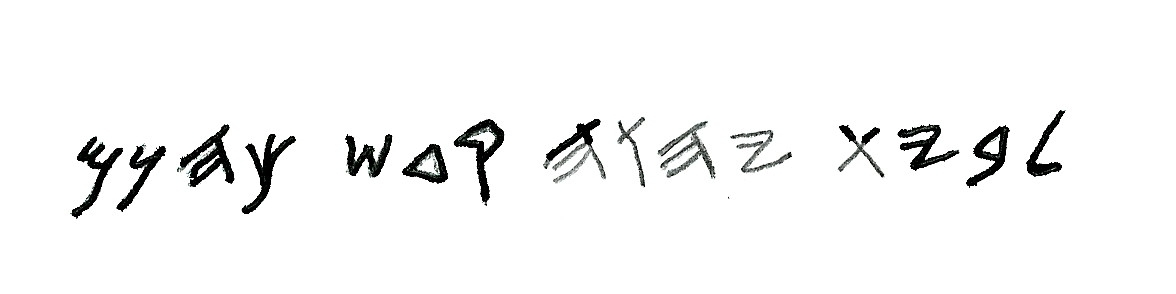
Die auf dem Granatapfel eingeritzten althebräischen Buchstaben

Eine umlaufende althebräische Inschrift – deren Echtheit nach späteren Untersuchungen unwahrscheinlich ist – wurde gelesen als: 
לבית [יהו]ה קדש כהנם 
l-beyt [yahwe]h qodeš kohanim
und übersetzt: 
Heilige Gabe für die Priester im Hause [Jahwes],
alternativ auch: 
Für das Haus [Jahwes], heilig den Priestern.
Das Haus Jahwes konnte sich nur auf den Tempel in Jerusalem beziehen.

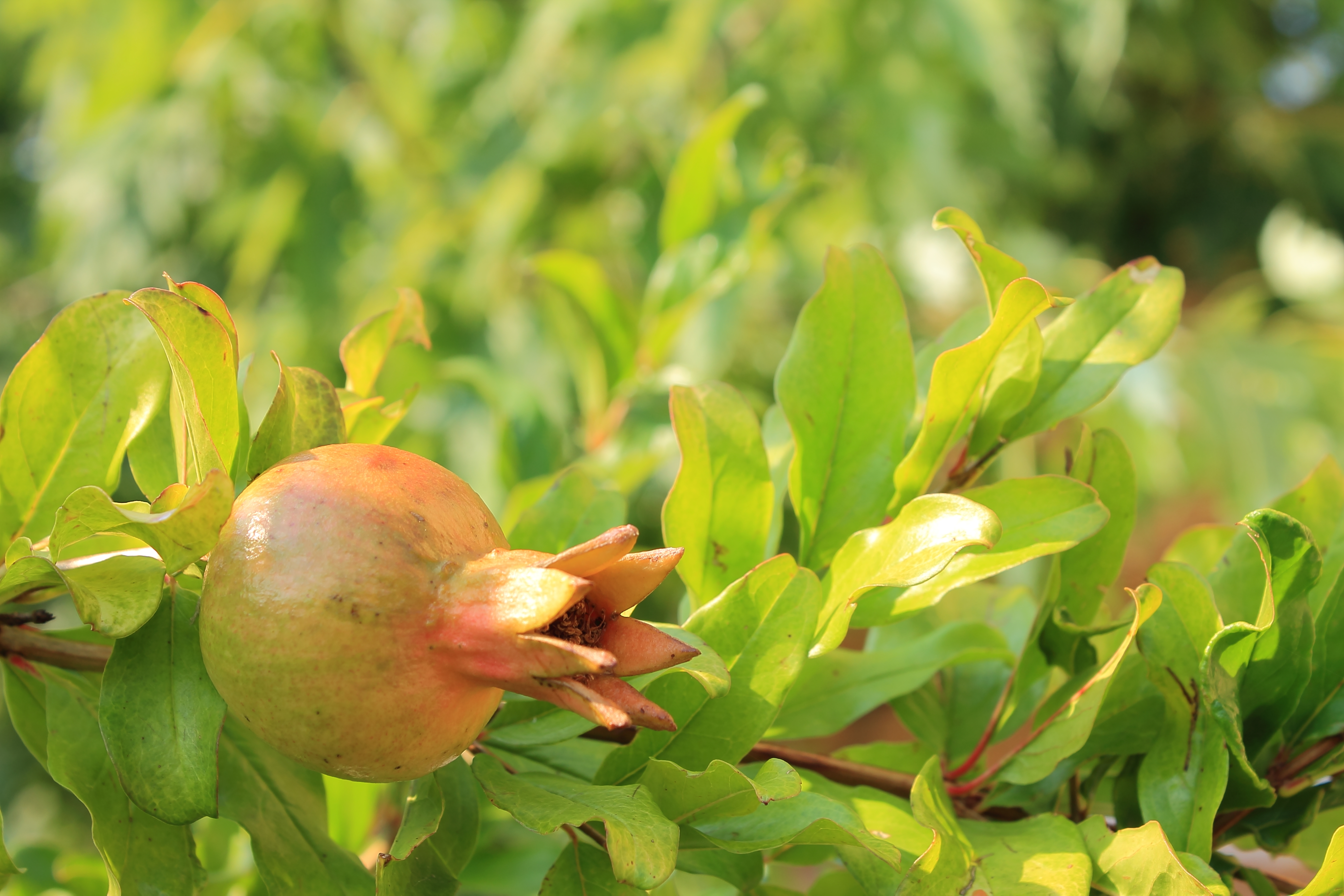
Unreifer Granatapfel.

### Symbolik des Granatapfels
Der Granatapfel (רמון rimmon) war ein häufiges Dekorationsmotiv im Salomonischen Tempel (z. B. 1 Kön 7,20 ), aber auch im Alten Orient insgesamt; mit seinen vielen Samen und der leuchtend roten Farbe symbolisierte er Fruchtbarkeit und Überfluss. Als Schmuckelement von Synagogen und jüdischen liturgischen Gegenständen sind Granatäpfel oft zu sehen.

### Aufsatz eines zeremoniellen Zepters?
Zeremonialstäbe mit einer Granatapfel-Spitze sind aus dem Alten Orient bekannt und wären für einen Priester in Jerusalem recht gut vorstellbar.

## Geschichte

### Entdeckung
André Lemaire, Inschriftenexperte an der École pratique des hautes études in Paris, war der erste Wissenschaftler, der das Granatäpfelchen zu Gesicht bekam: 1979 in einem Jerusalemer Antiquitätengeschäft (der Preis soll 3.000 $ betragen haben). Er konnte eine Fotografie davon machen und veröffentlichte einen kurzen Artikel in einer Fachzeitschrift.
Die von Hershel Shanks herausgegebene, populärwissenschaftliche Zeitschrift Biblical Archaeology Review griff das Thema 1984 auf. Lemaire veröffentlichte dort einen umfangreicheren Artikel: der Wert des Objekts stieg. In der Folge tauchte der Elfenbein-Granatapfel 1985 in einer Pariser Ausstellung auf.
Drei Jahre später wurde dem Israel-Museum das Objekt für 600.000 $ zum Kauf angeboten. Das Museum hatte gerade eine Spende in vergleichbarer Höhe erhalten. Gestützt auf eine Expertise von Nahman Avigad, kaufte das Israel-Museum diesem Sammler das Granatäpfelchen 1988 für 550.000 $ ab, obwohl es keine Informationen darüber gab, aus welchem archäologischen Kontext es stammte.

### Ausstellung im Israel-Museum
Als scheinbar einziges erhaltenes Artefakt aus dem Salomonischen Tempel war das Granatäpfelchen das Glanzlicht der Archäologischen Ausstellung. Klein wie es war, bekam es einen besonderen Ausstellungsraum und wurde effektvoll beleuchtet. Es war 15 Jahre lang ein Publikumsmagnet. Das Museum beschrieb das Objekt: “It probably served as the decorative head of a ceremonial scepter used by the Temple priests during one of the ceremonies.”

Seinem symbolischen Wert entsprechend wurde es z. B. im Mai 1998 mit einer Briefmarke gewürdigt:
“The right hand shows a drawing of the Temple; it is based on a computerized model designed for the special exhibition at the Bible Lands Museum – ‘Jerusalem – A Capital for all Times; Royal Cities of the Biblical World’. The left hand shows a rare inscribed ivory pomegranate exhibited at the Israel Museum, Jerusalem. In the background of the Souvenir Sheet is a model of the City of David from this exhibition. The pomegranate is inscribed in ancient Hebrew script with the words ’Sacred donation for the Priests (in) the House of ה…‘ Based on the shape of the characters on the tiny pomegranate (43mm high), the inscription was engraved in the eighth century BCE.  The ivory pomegranate may have been used as the head of a sceptre of a priest in King Solomon’s Temple. The inscription as it appears on the pomegranate decorates the First Day Cover.”

### Ermittlungen der israelischen Polizei
Im Jahr 2004 wurde der Antiquitätenhändler Oded Golan wegen Fälschung antiker Artefakte angeklagt. In seiner Wohnung hatte die Polizei Bodenproben diverser Ausgrabungsstätten gefunden, Gravierwerkzeuge, „halb fertige königliche Siegel und Inschriften aller Art“ sichergestellt; das Jakobus-Ossuar wurde auf einem Toilettensitz entdeckt. 
Trotzdem war Golan das Anbringen gefälschter Inschriften juristisch nicht nachzuweisen. Er wurde 2012 von diesen Anklagepunkten freigesprochen, aber des illegalen Antiquitätenhandels schuldig befunden. Der Richter hielt ausdrücklich fest, dies bedeute nicht, dass die Artefakte, mit denen Golan handelte, echt und authentisch seien. 
Das langjährige Gerichtsverfahren brachte einige antike Objekte mit bedeutungsvoller Inschrift ins Zwielicht, die aus dem Antikenhandel stammten und deren Provenienz unklar war, darunter auch den Elfenbein-Granatapfel.

### Diskussionen zum Alter
Ende 2004 gab das Israel-Museum eine Erklärung ab, der zufolge das geschnitzte Granatäpfelchen (dessen Echtheit nie in Zweifel gezogen wurde) wesentlich älter sei als der Salomonische Tempel. Es stamme aus dem 13. oder 14. Jahrhundert v. Chr. Wenn das so ist, kann eine althebräische Inschrift auf diesem Artefakt nicht echt sein. Das Objekt verschwand aus der Ausstellung. 
Die Biblical Archaeology Review, für die es auch um den guten Ruf ging, da sie die Bekanntheit des Granatäpfelchens und damit seine Wertsteigerung sehr gefördert hatte, hielt daran fest, das Objekt stamme aus dem Salomonischen Tempel.

### Diskussionen zur Inschrift
Zweifel an der Echtheit der Inschrift äußerten Shmuel Ahituv (Ben-Gurion-Universität, Beʾer Scheva) und Aharon Demsky (Bar Ilan University, Tel Aviv). Man erhoffte sich die Klärung dieser Frage durch die Untersuchung der Inschrift unter dem Mikroskop. Achituv war Herausgeber des Israel Exploration Journal, das 2005 eine Untersuchung veröffentlichte, wonach das Objekt eine Fälschung war. “The committee argued that some of the letters artificially stopped short of the ancient break on the pomegranate—reflecting the work of a forger.”
Lemaire, weiterhin von der Echtheit überzeugt, schrieb ein Gegengutachten. Er stützte seine Argumentation auf Patina-Spuren in den geritzten Buchstaben.

## Rezeption
Yuval Goren sprach ironisch von einem Jerusalem-Syndrom der Biblischen Archäologie. Die Masche der Fälscher ist immer die gleiche: ein echtes antikes Objekt wird mit einer Inschrift versehen, die einen Bezug zur Bibel herstellt. Das setzt Emotionen frei. Für viele Besucher des Israel-Museums war die Begegnung mit dem Granatäpfelchen eine quasi religiöse Erfahrung.
In der Welt der Fälscher sind Experten tätig, die sich mit Epigraphik ebenso gut auskennen wie die Fachleute in den Museen und Universitäten. Eine Inschrift mit interessantem Inhalt vervielfacht den Wert des antiken Objekts. Dabei sind Museen eher zufällig Abnehmer der Fälschungen. Die Fälscher haben es auf private Sammler abgesehen, die hohe Summen für Objekte aus biblischer Zeit zu zahlen bereit sind.